# Ван Волленховен, Питер
Питер ван Волленховен (нидерл. Pieter van Vollenhoven; род. 30 апреля 1939, Схидам) — нидерландский общественный деятель и политик, супруг принцессы Маргариты Нидерландской.

## Биография
Питер ван Волленховен родился 30 апреля 1939 года в Схидаме в семье патрициев Питера ван Волленховена и его жены Якобы Гейсберты Стейлинг де Ланге. Получил школьное образование в Роттердаме, после окончания школы поступил в Лейденский университет, где изучал право.
После окончания образования Питер ван Волленховен работал юристом в Государственном совете. Затем проходил военную службу в Королевских ВВС, а в 1967 году получил лицензию военного пилота.
С 1975 по 2005 годы ван Волленховен возглавлял ряд организаций по вопросам безопасности.
C 2005 по 2011 годы ван Волленховен возглавлял Совет по вопросам безопасности. Помимо этого он является патроном многих международных организаций и председателем природоохранных комитетов.
В 2017 году у него был диагностирован рак кожи и он перенёс две операции по удалению меланомы.

## Семья
10 января 1967 года ван Волленховен женился на принцессе Маргарите Нидерландской, с которой познакомился во время учёбы в университете. У супругов четверо сыновей:
- Принц Мауриц Оранско-Нассауский, ван Волленховен (род. 17 апреля 1968);
- Принц Бернхард Оранский-Нассау, ван Волленховен (род 25 декабря 1969);
- Принц Питер-Кристиан Оранский-Нассау, ван Волленховен (род. 22 марта 1972);
- Принц Флорис Оранский-Нассау, ван Волленховен (род. 10 апреля 1975).

## Награды
Является кавалером орденов ряда иностранных государств.